# Famous
„Famous” este un cântec a cântăreței britanice Charli XCX, lansat ca al patrulea single de pe al doilea album de studio Sucker (2014), iar videoclipul oficial al piesei a fost lansat pe data de 23 martie 2015.

## Lista pieselor
- Digital download[2]

1. "Famous" — 3:51

- Digital download – Remixes[3]

1. "Famous" — 3:51
2. "Famous" (Brenmar Remix) — 3:34
3. "Famous" (RIVRS Remix) — 4:09

## Clasamente
| Clasament (2015)                 | Poziție maximă |
| -------------------------------- | -------------- |
| Australia (ARIA)                 | 75             |
| Scoția (Official Charts Company) | 88             |
| Regatul Unit (UK Singles)        | 176            |

## Istoricul lansărilor
| Țară         | Dată        | Format                 | Casă de discuri | Ref.  |
| ------------ | ----------- | ---------------------- | --------------- | ----- |
| Regatul Unit | 10 mai 2015 | Contemporary hit radio | Atlantic        | [ 4 ] |
| Regatul Unit | 29 mai 2015 | Descărcare digitală    | Atlantic        | [ 2 ] |
| Irlanda      | 29 mai 2015 | Descărcare digitală    | Atlantic        | [ 5 ] |